# Otto Klein
Otto Klein byl český, německy mluvící architekt.

## Život
Otto Klein žil v Praze, kde absolvoval německou techniku. Pravděpodobně byl synem düsseldorfského architekta téhož jména.

## Dílo

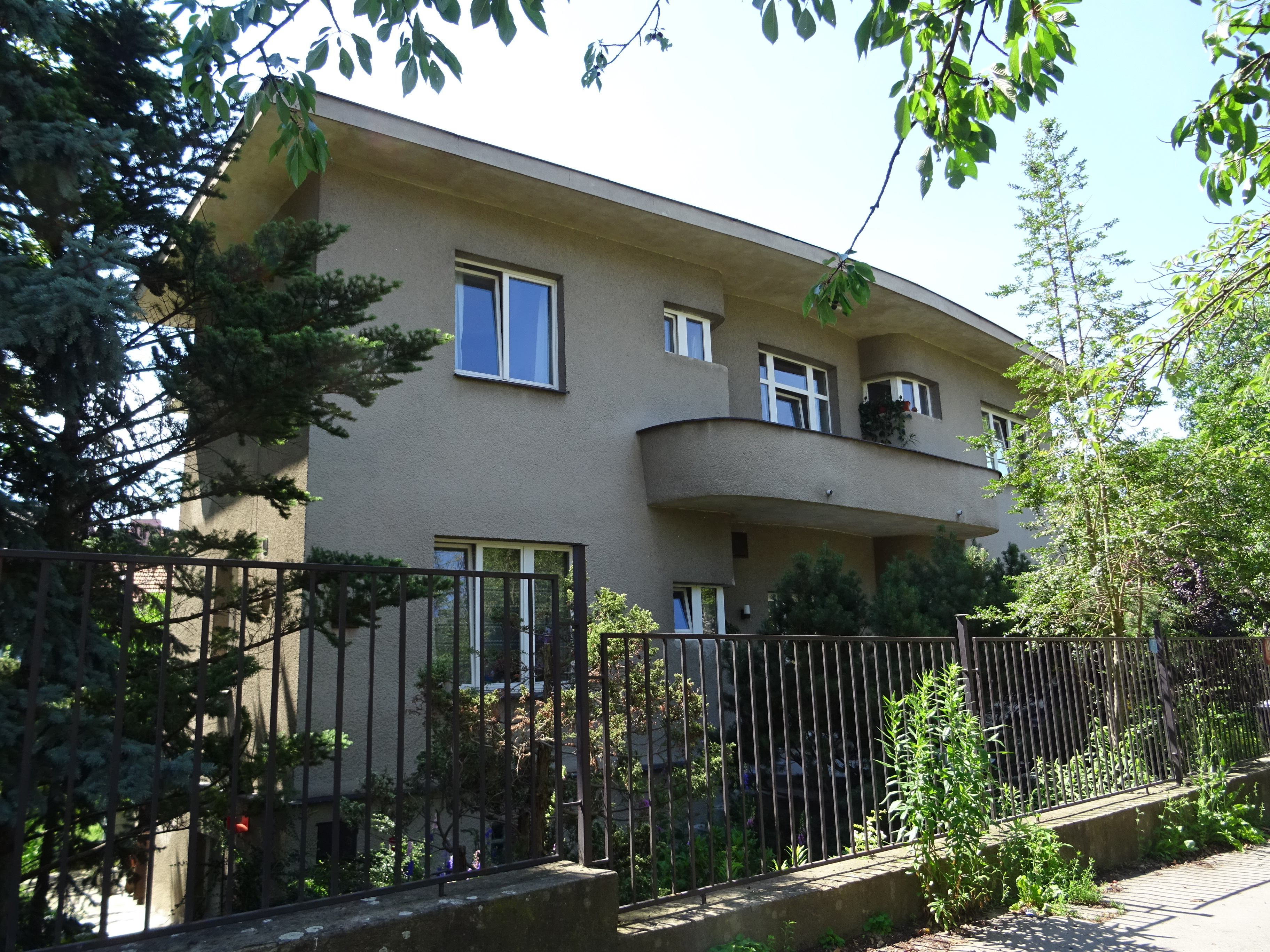
Vila U Krbu 4, Praha - Strašnice

Otto Klein se mj. věnoval tzv. aerodynamickým studiím architektury. Navrhl například vilu ve tvaru aeroplánu, tento návrh však nebyl nikdy realizován.
V Praze byl realizován návrh jeho vily ve Strašnicích, U Krbu 4. Vila má mírně konvexní fasádu a nápadnou korunní římsu, stylově zapadá do směru dynamického expresionismu.